# Ласло Бенеш
Ласло Бенеш (словац. László Bénes, нар. 9 вересня 1997, Дунайська Стреда) — словацький футболіст угорського походження, півзахисник клубу «Уніон» (Берлін) та національної збірної Словаччини.

## Клубна кар'єра
Народився 9 вересня 1997 року в місті Дунайська Стреда. Розпочав займатись футболом у клубі «Шаморін», а 2007 року потрапив до академії головного клубу рідного міста «ДАК 1904». 2011 року перебрався на історичну батьківщину і став грати у молодіжних командах угорського «Дьйора».
6 грудня 2014 року дебютував за першу команду у чемпіонаті Угорщини у поєдинку проти «Гонведа», вийшовши на заміну на 82-ій хвилині замість Мате Паткаї. Цей матч так і залишився єдиним для гравця у чемпіонаті.
6 лютого 2015 року повернувся до Словаччини Бенеш, підписавши контракт з «Жиліною», повернувшись до Словаччини. У «Жиліні» Ласло відразу став гравцем основного складу, дебютувавши в словацькому чемпіонаті, вийшовши на заміну на 81-й хвилині замість Лукаша Чмелика у поєдинку проти «Кошиць». Всього за «Жиліну» він зіграв 31 поєдинок, забивши 2 м'ячі.
24 червня 2016 року підписав контракт з менхенгладбаською «Боруссією». Сума трансферу становила приблизно 2 млн. євро. У Бундеслізі дебютував 19 березня 2017 року грі проти «Баварії» (0:1), замінивши Андре Гана на 81-й хвилині.
Втім основним гравцем менхенгладбаського клубу Бенеш не був, частіше виступаючи у резервній команді в Регіоналлізі, а 28 січня 2019 року Бенеш був відданий в оренду клубу «Гольштайн» з Другої Бундесліги до кінця сезону 2018/19. Після повернення в «Боруссію» став частіше виходити на поле і загалом станом на 3 жовтня 2020 року відіграв за менхенгладбаський клуб 34 матчі в національному чемпіонаті.
Взимку 2021 року був орендований до складу «Аугсбурга».

## Виступи за збірні
2012 року дебютував у складі юнацької збірної Словаччини (U-16), загалом на юнацькому рівні взяв участь у 13 іграх, відзначившись 3 забитими голами.
Протягом 2015—2018 років залучався до складу молодіжної збірної Словаччини, з якою брав участь у молодіжному чемпіонаті Європи 2017 року, де словаки не пройшли груповий етап. Всього на молодіжному рівні зіграв у 10 офіційних матчах, забив 2 голи.
10 червня 2017 року дебютував в офіційних іграх у складі національної збірної Словаччини в матчі відбору на чемпіонат світу 2018 року проти Литви (2:1), коли на 90-й хвилині замінив Ондрея Дуду.
| Дата       | Місто           | Господарі            | Результат  | Гості                | Турнір                               | Голи | Примітки |
| ---------- | --------------- | -------------------- | ---------- | -------------------- | ------------------------------------ | ---- | -------- |
| 10-6-2017  | Вільнюс         | Литва                | 1 – 2      | Словаччина           | Відбір до ЧС 2018                    | -    | 90'      |
| 7-6-2019   | Трнава          | Словаччина           | 5 – 1      | Йорданія             | товариський матч                     | -    | 61'      |
| 13-10-2019 | Братислава      | Словаччина           | 1 – 1      | Парагвай             | товариський матч                     | -    | 46'      |
| 6-1-2021   | Рід-на-Інкрайсі | Словаччина           | 1 – 1      | Болгарія             | товариський матч                     | 1    |          |
| 6-6-2021   | Відень          | Австрія              | 0 – 0      | Словаччина           | товариський матч                     | -    | 76'      |
| 18-6-2021  | Санкт-Петербург | Швеція               | 1 – 0      | Словаччина           | ЧЄ 2020 - груповий етап              | -    | 77'      |
| 23-6-2021  | Севілья         | Словаччина           | 0 – 5      | Іспанія              | ЧЄ 2020 - груповий етап              | -    | 90'      |
| 22-9-2022  | Трнава          | Словаччина           | 1 – 2      | Азербайджан          | Ліга націй УЄФА 2022—2023 - 1-й етап | -    | 62' 83'  |
| 25-9-2022  | Трнава          | Словаччина           | 1 – 1      | Білорусь             | Ліга націй УЄФА 2022—2023 - 1-й етап | -    | 74'      |
| 17-11-2022 | Подгориця       | Чорногорія           | 2 – 2      | Словаччина           | товариський матч                     | -    | 83'      |
| 20-11-2022 | Братислава      | Словаччина           | 0 – 0      | Чилі                 | товариський матч                     | -    | 70'      |
| 23-3-2023  | Трнава          | Словаччина           | 0 – 0      | Люксембург           | Відбір до ЧЄ 2024                    | -    | 80'      |
| 26-3-2023  | Братислава      | Словаччина           | 2 – 0      | Боснія і Герцеговина | Відбір до ЧЄ 2024                    | -    | 69'      |
| 8-9-2023   | Братислава      | Словаччина           | 0 – 1      | Португалія           | Відбір до ЧЄ 2024                    | -    | 75'      |
| 11-9-2023  | Братислава      | Словаччина           | 3 – 0      | Ліхтенштейн          | Відбір до ЧЄ 2024                    | -    |          |
| 13-10-2023 | Порту           | Португалія           | 3 – 2      | Словаччина           | Відбір до ЧЄ 2024                    | -    | 46'      |
| 16-11-2023 | Братислава      | Словаччина           | 4 – 2      | Ісландія             | Відбір до ЧЄ 2024                    | -    | 79'      |
| 19-11-2023 | Зениця          | Боснія і Герцеговина | 1 – 2      | Словаччина           | Відбір до ЧЄ 2024                    | -    | 66'      |
| 23-3-2024  | Братислава      | Словаччина           | 0 – 2      | Австрія              | товариський матч                     | -    | 63'      |
| 26-3-2024  | Осло            | Норвегія             | 1 – 1      | Словаччина           | товариський матч                     | -    | 46'      |
| 5-6-2024   | Вінер-Нойштадт  | Словаччина           | 4 – 0      | Сан-Марино           | товариський матч                     | -    |          |
| 9-6-2024   | Трнава          | Словаччина           | 4 – 0      | Уельс                | товариський матч                     | 1    | 71'      |
| 21-6-2024  | Дюссельдорф     | Словаччина           | 1 – 2      | Україна              | ЧЄ 2024 - груповий етап              | -    | 60'      |
| 30-6-2024  | Гельзенкірхен   | Англія               | 2 – 1 д.ч. | Словаччина           | ЧЄ 2024 - 1/8 фіналу                 | -    | 81'      |
| Усього     |                 | Матчів               | 24         |                      | Голів                                | 2    |          |